# Kujō Suketsugu
Kujō Suketsugu est un nom japonais traditionnel ; le nom de famille (ou le nom d'école), Kujō, précède donc le prénom (ou le nom d'artiste).
Kujō Suketsugu (九条 輔嗣, 28 octobre 1784-6 mars 1807), fils de Nijō Harutaka et fils adopté de Kujō Sukeie, est un kuge (noble de cour) japonais de l'époque d'Edo (1603-1868). Comme son père l'a fait avant lui, il adopte Hisatada, fils de Nijō Harutaka.

## Source de la traduction
- (en) Cet article est partiellement ou en totalité issu de l’article de Wikipédia en anglais intitulé « Kujō Suketsugu » (voir la liste des auteurs).